# Luis de Bavia
Luis de Bavia (Madrid, 1555 — 1628) foi um presbítero, doutor em Teologia, que se distinguiu como historiador, escritor e tradutor, sendo considerado como uma autoridade da língua castelhana. Foi capelão real na Catedral de Granada. Publicou Historia de la unión del Reino de Portugal a la corona de Castilla, uma tradução da obra do italiano Jerónimo de Franchi Conestagio.